# Harry Kane
Harry Edward Kane (ur. 28 lipca 1993 w Londynie) – angielski piłkarz, występujący na pozycji napastnika w niemieckim klubie Bayern Monachium oraz w reprezentacji Anglii, której jest kapitanem. Zwycięzca złotego buta za sezon 2023/24. Srebrny medalista Mistrzostw Europy 2020 i 2024, uczestnik Mistrzostw Europy 2016 oraz Mistrzostw Świata 2018 i 2022.

## Kariera klubowa
Kane zadebiutował w pierwszej drużynie Tottenhamu Hotspur 25 sierpnia 2011 w meczu Ligi Europy UEFA ze szkockim Heart of Midlothian. Zanim na stałe wywalczył miejsce w podstawowej jedenastce „Spurs”, Kane spędził trzy lata na wypożyczeniach w Leyton Orient, Millwall, Norwich City i Leicester City. Napastnik został kluczowym zawodnikiem Tottenhamu w sezonie 2014/2015, w którym zdobył 21 bramek w Premier League. Za swoją dobrą formę został wybrany „Najlepszym Młodym Zawodnikiem Roku (PFA Young Player of the Year)”.
W sezonie 2021 grając w barwach Tottenham został królem strzelców z 23 bramkami w sezonie. W swoim kolejnym sezonie Kane strzelił 25 bramek i został królem strzelców Premier League. Rok później napastnik pobił swój rekord strzelecki i zdobywając 29 goli ponownie został najlepszym strzelcem ligi angielskiej, a jego zespół zdobył wicemistrzostwo kraju. 5 lutego 2023 w meczu 22. kolejki Premier League został najlepszym strzelcem w historii Tottenhamu, wyprzedzając Jimmy'ego Greavesa, zdobywając 267. gola dla Tottenhamu i 200 w Premier League, wygrywając 1:0 u siebie z Manchesterem City. W sezonie tym był o krok zdobycia ponownego tytułu króla strzelców. W klasyfikacji zajął 2. miejsce z 30 bramkami i był tuż za Erlingiem Haalandem.
12 sierpnia 2023 został zaprezentowany jako nowy piłkarz Bayernu Monachium. Podpisał z klubem umowę na cztery lata. Kosztując 110 milionów euro, Kane stał się najdroższym piłkarzem w historii Bundesligi. W niemieckim klubie zadebiutował 12 sierpnia w przegranym 3:0 meczu Superpucharu Niemiec z RB Leipzig. 18 sierpnia zadebiutował w barwach Bayernu w Bundeslidze w wygranym 4:0 meczu z Werderem Bremą, w którym strzelił swoją pierwszą bramkę w lidze oraz zanotował asystę przy trafieniu Leroya Sané. 17 września 2024 strzelił drugiego hat-tricka z rzędu, strzelając cztery gole Dinamo Zagrzeb dzięki trzem rzutom karnym w wygranym 9:2 meczu pierwszej kolejki Ligi Mistrzów UEFA 2024/25. Z 33 golami został najskuteczniejszym Anglikiem w Lidze Mistrzów, bijąc poprzedni rekord Wayne’a Rooneya, który wynosił 30 goli.
4 maja 2025 po zremisowanym przez Bayer Leverkusen 2:2 meczu z SC Freiburg Kane zdobył swoje pierwsze trofeum w karierze – Mistrzostwo Niemiec.

## Kariera reprezentacyjna
27 marca 2015 zadebiutował w reprezentacji Anglii w eliminacjach do Mistrzostw Europy w meczu z Litwą. Napastnik zaledwie dwie minuty po wejściu na boisko, wpisał się na listę strzelców.
Kane został powołany do 23-osobowej kadry Anglii na Mistrzostwa Świata w Piłce Nożnej 2018 w Rosji i został mianowany kapitanem. 18 czerwca zdobył obie bramki dla Anglii w wygranym 2–1 w meczu z Tunezją, a jego decydujący gol padł tuż przed końcem doliczonego czasu gry w pierwszym meczu grupowym drużyny na Mistrzostwach Świata. 24 czerwca w drugim meczu grupowym strzelił hat-tricka, zapewniając Anglii zwycięstwo 6–1 nad Panamą, co było najwyższym zwycięstwem Anglii w historii Mistrzostw Świata. Dzięki trzem bramkom strzelonym Panamie, został trzecim piłkarzem Anglii, który zdobył hat-tricka w meczu Mistrzostw Świata. Wcześniej, po Geoffreyu Hurście w meczu z RFN w finale w 1966 roku i Garym Linekerze w meczu z Polską w 1986 roku, zdobył trzy bramki. Strzelił szóstego gola z rzutu karnego w meczu 1/8 finału Anglii z Kolumbią zremisowanego 1:1, gdzie po dogrywce w serii rzutów karnych strzelił pierwszą jedenastkę gdzie Anglia wygrała 4–3; był to pierwszy raz, kiedy Anglii udało się wygrać serię rzutów karnych na Mistrzostwach Świata. Kane nie zdobył już żadnej bramki w pozostałych meczach w półfinałowym przegranym 1:2 z Chorwacją, i w meczu o trzecie miejsce przegranym 0:2 z Belgią. Z sześcioma golami strzelonych podczas turnieju zapewniło mu króla strzelców dla najlepszego strzelca Mistrzostw Świata. Został pierwszym Anglikiem, który zdobył tę nagrodę od czasu, gdy Gary Lineker dokonał tego w 1986 roku. 
Na Mistrzostwach Europy 2020 29 czerwca 2021 w meczu 1/8 finału strzelił drugiego gola Niemcom, był to jego pierwszy gol w turnieju wygranym 2:0. 3 lipca w ćwierćfinale w meczu z Ukrainą strzelił kolejne dwa gole gdzie Anglia wygrała 4:0. W półfinale z Danią zdobył decydującą bramkę w meczu zakończonym wynikiem 2:1, który zapewnił Anglii miejsce w finale Euro 2020, pierwszym finale tego kraju w ważnych rozgrywkach od 1966 roku, który następnie przegrali z Włochami w rzutach karnych 2:3 po remisie 1:1 w regulaminowym czasie gry.
W dwóch ostatnich meczach eliminacji do Mistrzostw Świata 2022 przeciwko Albanii i San Marino strzelił dwa hat-tricki z rzędu w pierwszej połowie (w tym „idealnego hat-tricka” przeciwko tej pierwszej drużynie i cztery gole przeciwko tej drugiej), pomagając Anglii w zapewnieniu sobie awansu do Mistrzostw Świata 2022 w Katarze. W czerwcu 2022 w fazie ligowej Ligi Narodów UEFA 2022–23, strzelił swojego 50. gola w meczu z Niemcami, stając się drugim piłkarzem, który zdobył 50 goli dla Anglii, zaledwie trzy gole za Wayne’em Rooneyem na liście najlepszych strzelców wszech czasów w Anglii. 
Podczas Mistrzostw Świata 2022 w Katarze strzelił dwa gole (w meczu 1/8 finału wygranego 3:0 z Senegalem i w meczu ćwierćfinałowym przegranym 1:2 z Francją), co wystarczyło, aby wyrównać rekord Rooneya pod względem liczby zdobytych bramek.
W czerwcu 2024 Kane znalazł się w 26-osobowej kadrze Anglii Mistrzostwa Europy 2024 w Niemczech. 16 czerwca w pierwszym meczu grupowym wygranym 1:0 z Serbią był kapitanem reprezentacji Anglii, wyprzedzając Gary'ego Neville'a jako zawodnika Anglii z największą liczbą występów na Mistrzostwach Europy dzięki swojemu 12. występowi na Euro. Był to również jego 23. występ na dużym turnieju, co dało mu absolutny rekord przed Ashleyem Cole'em i Raheemem Sterlingiem. 20 czerwca w drugim meczu grupowym przeciwko Danii zdobył swoją pierwszą bramkę w tym turnieju zremisowanym 1:1. 30 czerwca zdobył decydującą bramkę dla Anglii w meczu 1/8 finału ze Słowacją, strzelając głową w pierwszej minucie dogrywki wygrywając 2:1 i zanotował 79 występ w oficjalnych meczach dla reprezentacji Anglii, zaliczają się do nich spotkania mistrzostw świata i Europy, Ligi Narodów oraz kwalifikacje do wielkich imprez. Tym samym wyprzedził w tej klasyfikacji absolutną legendę angielskiej piłki, Petera Shiltona, bramkarz ma na koncie o jeden taki występ mniej. 10 lipca w meczu półfinałowym wykorzystał rzut karny w 18. minucie przeciwko Holandii, doprowadzając do remisu, gdzie w 90' minucie Ollie Watkins strzelił decydującego gola wprowadzając Anglię do drugiego z rzędu finału Mistrzostw Europy. 14 lipca w finale przeciwko Hiszpanii rozegrał 61. minut gdzie ostatecznie przegrali 1:2. Z trzema golami w turnieju Kane został nagrodzony Złotym Butem wraz z sześcioma piłkarzami (Codym Gakpo, Georgesem Mikautadzem, Jamalem Musialą, Danim Olmo i Ivanem Schranzem), zostając trzecim graczem, który zdobył tę nagrodę zarówno na Mistrzostwach Europy, jak i Mistrzostwach Świata po Walentinie Iwanowie i Dražanie Jerkoviću.
10 września 2024 w drugiej kolejce Ligi Narodów UEFA (2024/2025) przeciwko Finlandii zaliczył setny występ dla Anglii i strzelił dwa gole zapewniające zwycięstwo 2:0.

## Statystyki

### Klubowe
(aktualne na 21 października 2024)
| Klub                  | Sezon              | Liga               | Liga  | Liga   | Puchar kraju | Puchar kraju | Puchar ligi | Puchar ligi | Europa | Europa | Inne  | Inne   | Suma  | Suma   |
| Klub                  | Sezon              | Liga               | Mecze | Bramki | Mecze        | Bramki       | Mecze       | Bramki      | Mecze  | Bramki | Mecze | Bramki | Mecze | Bramki |
| --------------------- | ------------------ | ------------------ | ----- | ------ | ------------ | ------------ | ----------- | ----------- | ------ | ------ | ----- | ------ | ----- | ------ |
| Tottenham Hotspur     | 2010/2011          | Premier League     | 0     | 0      | 0            | 0            | 0           | 0           | 0      | 0      | —     | —      | 0     | 0      |
| Tottenham Hotspur     | 2011/2012          | Premier League     | 0     | 0      | 0            | 0            | 0           | 0           | 6      | 1      | —     | —      | 6     | 1      |
| Tottenham Hotspur     | 2012/2013          | Premier League     | 1     | 0      | 0            | 0            | 0           | 0           | 0      | 0      | —     | —      | 1     | 0      |
| Tottenham Hotspur     | 2013/2014          | Premier League     | 10    | 3      | 0            | 0            | 2           | 1           | 7      | 0      | —     | —      | 19    | 4      |
| Tottenham Hotspur     | 2014/2015          | Premier League     | 34    | 21     | 2            | 0            | 6           | 3           | 9      | 7      | —     | —      | 51    | 31     |
| Tottenham Hotspur     | 2015/2016          | Premier League     | 38    | 25     | 4            | 1            | 1           | 0           | 7      | 2      | —     | —      | 50    | 28     |
| Tottenham Hotspur     | 2016/2017          | Premier League     | 30    | 29     | 3            | 4            | 0           | 0           | 5      | 2      | —     | —      | 38    | 35     |
| Tottenham Hotspur     | 2017/2018          | Premier League     | 37    | 30     | 4            | 4            | 0           | 0           | 7      | 7      | —     | —      | 48    | 41     |
| Tottenham Hotspur     | 2018/2019          | Premier League     | 28    | 17     | 1            | 1            | 2           | 1           | 9      | 5      | —     | —      | 40    | 24     |
| Tottenham Hotspur     | 2019/2020          | Premier League     | 29    | 18     | 0            | 0            | 0           | 0           | 5      | 6      | —     | —      | 34    | 24     |
| Tottenham Hotspur     | 2020/2021          | Premier League     | 35    | 23     | 2            | 1            | 4           | 1           | 8      | 8      | —     | —      | 49    | 33     |
| Tottenham Hotspur     | 2021/2022          | Premier League     | 37    | 17     | 3            | 3            | 5           | 1           | 5      | 6      | —     | —      | 50    | 27     |
| Tottenham Hotspur     | 2022/2023          | Premier League     | 38    | 30     | 2            | 1            | 1           | 0           | 8      | 1      | —     | —      | 49    | 32     |
| Tottenham Hotspur     | Ogólnie            | Ogólnie            | 317   | 213    | 21           | 15           | 21          | 7           | 76     | 45     | 0     | 0      | 435   | 280    |
| Leyton Orient (wyp.)  | 2010/2011          | League One         | 18    | 5      | 0            | 0            | 0           | 0           | —      | —      | —     | —      | 18    | 5      |
| Leyton Orient (wyp.)  | Ogólnie            | Ogólnie            | 18    | 5      | 0            | 0            | 0           | 0           | 0      | 0      | 0     | 0      | 18    | 5      |
| Millwall (wyp.)       | 2011/2012          | Championship       | 22    | 7      | 5            | 2            | 0           | 0           | —      | —      | —     | —      | 27    | 9      |
| Millwall (wyp.)       | Ogólnie            | Ogólnie            | 22    | 7      | 5            | 2            | 0           | 0           | 0      | 0      | 0     | 0      | 27    | 9      |
| Norwich City (wyp.)   | 2012/2013          | Premier League     | 3     | 0      | 1            | 0            | 1           | 0           | —      | —      | —     | —      | 5     | 0      |
| Norwich City (wyp.)   | Ogólnie            | Ogólnie            | 3     | 0      | 1            | 0            | 1           | 0           | 0      | 0      | 0     | 0      | 5     | 0      |
| Leicester City (wyp.) | 2012/2013          | Championship       | 13    | 2      | 0            | 0            | 0           | 0           | —      | —      | 2     | 0      | 15    | 2      |
| Leicester City (wyp.) | Ogólnie            | Ogólnie            | 13    | 2      | 0            | 0            | 0           | 0           | 0      | 0      | 2     | 0      | 15    | 2      |
| Bayern Monachium      | 2023/2024          | Bundesliga         | 32    | 36     | 0            | 0            | —           | —           | 12     | 8      | 1     | 0      | 45    | 44     |
| Bayern Monachium      | 2024/2025          | Bundesliga         | 12    | 14     | 2            | 1            | —           | —           | 5      | 5      | 0     | 0      | 17    | 19     |
| Bayern Monachium      | Ogólnie            | Ogólnie            | 44    | 48     | 2            | 1            | 0           | 0           | 17     | 13     | 1     | 0      | 62    | 63     |
| Ogólnie w karierze    | Ogólnie w karierze | Ogólnie w karierze | 374   | 228    | 27           | 17           | 22          | 7           | 76     | 45     | 3     | 0      | 555   | 353    |

### Reprezentacyjne
(aktualne na 21 października 2024)
| Reprezentacja | Rok     | Mecze | Bramki |
| ------------- | ------- | ----- | ------ |
| Anglia        |         |       |        |
| 2015          | 8       | 3     |        |
| 2016          | 9       | 2     |        |
| 2017          | 6       | 7     |        |
| 2018          | 12      | 8     |        |
| 2019          | 10      | 12    |        |
| 2020          | 6       | 0     |        |
| 2021          | 16      | 16    |        |
| 2022          | 13      | 5     |        |
| 2023          | 9       | 9     |        |
| 2024          | 12      | 6     |        |
| Ogólnie       | Ogólnie | 101   | 68     |

## Sukcesy

### Klubowe
- Mistrzostwo Niemiec: 2024/2025
- Superpuchar Niemiec: 2025[39]

### Reprezentacyjne
- Wicemistrzostwo Europy: 2020
- Wicemistrzostwo Europy: 2024
- 3. miejsce w Lidze Narodów UEFA: 2018/2019

### Indywidualne

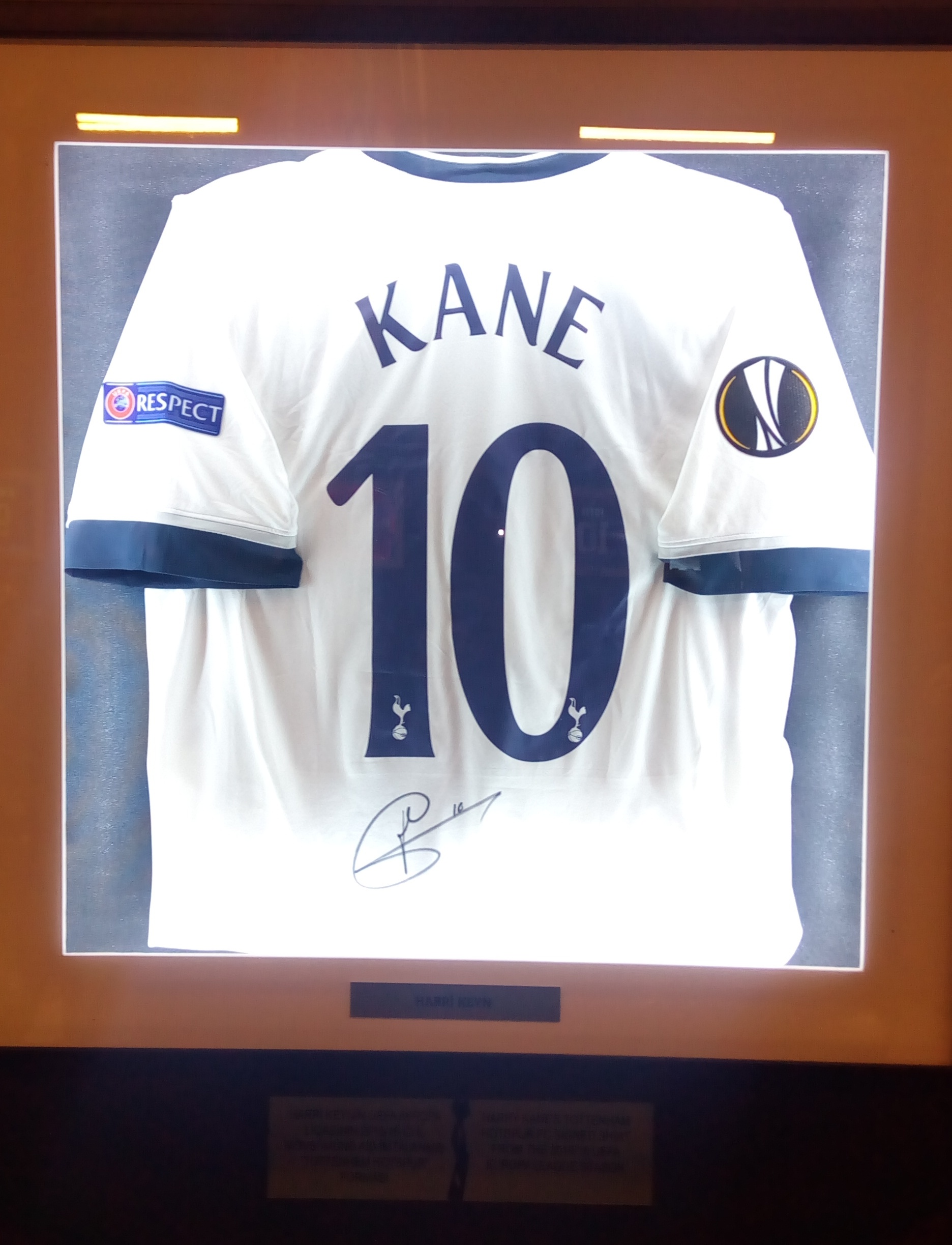
Koszulka z autografem Harry'ego Kane'a

- Koszulka z autografem Harry'ego Kane'aKról strzelców Premier League: 2015/2016 (25 goli), 2016/2017 (29 goli), 2020/2021 (23 goli)[1]
- Król strzelców Mistrzostw świata: 2018 (6 goli)
- Król strzelców eliminacji Mistrzostw Europy: 2020 (12 goli)
- Król strzelców Mistrzostw Europy 2024 (3 gole)[40]
- Król strzelców Bundesligi: 2023/2024 (36 goli), 2024/2025 (26 goli)

### Wyróżnienia
- Młody gracz sezonu: 2011/2012[41]
- Młody zawodnik roku wg PFA: 2015[42]
- Piłkarz miesiąca Premier League: styczeń 2015, luty 2015, marzec 2016, luty 2017, wrzesień 2017, grudzień 2017
- Piłkarz roku w Tottenhamie: 2014/2015
- Najlepszy gracz Premier League według fanów: 2016/2017
- Zespół Gwiazd Mistrzostw świata: 2018
- Europejski Złoty But: 2023/2024

### Rekordy
- Najskuteczniejszy zawodnik w historii Tottenhamu Hotspur: 280 goli[b][43]
- Najskuteczniejszy zawodnik w historii reprezentacji Anglii: 68 goli[c]
- Najskuteczniejszy zawodnik w historii Premier League w barwach Tottenhamu Hotspur: 213 goli
- Najskuteczniejszy zawodnik Premier League w historii Boxing Day[d]: 10 goli[e][44]
- Najskuteczniejszy angielski zawodnik w historii Ligi Mistrzów UEFA: 33 gole[f]

## Odznaczenia
- Member Orderu Imperium Brytyjskiego – ogłoszenie 2018[45], wręczenie 2019[46]